# Evandro da Silva
Evandro da Silva (Messias, Alagoas, 14 de enero de 1997) es un futbolista brasileño. Juega de delantero y su equipo es el Jeju SK F. C. de la K League 1.

## Selección nacional

### Trayectoria
Evandro ha sido parte de la selección de Brasil en la categoría sub-20.
El 25 de febrero de 2016 fue convocado para comenzar el proceso de la sub-20, bajo las órdenes del entrenador Rogério Micale.
Fue confirmado para viajar a Corea del Sur y jugar la Suwon JS Cup, cuadrangular internacional amistoso de selecciones.
Debutó con la canarinha el 18 de mayo de 2016, fue titular en el primer partido contra los locales, Corea del Sur, al minuto 5 anotó con una jugaba individual ingresó en el área rival, superó la defensa y con una definición de tres dedos convirtió su primer gol con la selección, finalmente empataron 1 a 1. En el segundo juego su rival fue Japón, fue titular pero perdían 2 a 0, fue reemplado en el segundo tiempo por Giovanny, su compañero se despachó con 2 goles y finalmente empataron 2-2. Concluyeron su participación del torneo amistoso contra Francia, al minuto 17 marcó un gol y vencieron a los europeos 2 a 1. Con dos empates y una victoria, quedaron en segunda posición.
El 15 de julio, fue convocado por Micale como sparring para practicar con la selección olímpica y generar experiencia. Compartió entrenamientos con figuras como Marquinhos, Rafinha Alcántara y Neymar, Brasil logró la medalla de oro en los Juegos Olímpicos por primera vez en su historia.
El entrenador de la selección absoluta, Tite, llamó a Evandro junto a otros cuatro juveniles para ayudar en los entrenamientos previos de las fechas FIFA de septiembre. Estuvo con jugadores experimentados como Dani Alves, Casemiro, Filipe Luís, Coutinho y Marcelo.
En la siguiente convocatoria sub-20 no fue considerado, para viajar a México y jugar contra la selección local una serie de amistosos. Pero debido a una lesión de Richarlison, fue llamado en su lugar.
El 11 de octubre se enfrentaron a la selección mexicana, al minuto 12 anotó un gol y ganaron 1 a 0. Luego jugaron la revancha y fueron derrotados por primera vez en el proceso, por 2 a 1. Fue titular en el primer partido y suplente en el segundo.

### Participaciones en categorías inferiores
En cursiva las competiciones no oficiales.
| Competición                 | Sede          | Resultado  | Partidos | Goles |
| --------------------------- | ------------- | ---------- | -------- | ----- |
| Suwon JS Cup Sub-19 de 2016 | Corea del Sur | Subcampeón | 3        | 2     |

### Detalles de partidos
| Con Brasil sub-20 | Con Brasil sub-20 | Con Brasil sub-20 | Con Brasil sub-20       | Con Brasil sub-20         | Con Brasil sub-20     | Con Brasil sub-20 | Con Brasil sub-20 | Con Brasil sub-20 | Con Brasil sub-20 |
| N.º               | Rival             | Resultado         | Fecha                   | Lugar                     | Competencia           | Goles             | Asistencias       | Ref. |                   |
| ----------------- | ----------------- | ----------------- | ----------------------- | ------------------------- | --------------------- | ----------------- | ----------------- | --- | ----------------- |
| 1                 | Corea del Sur     | 1:1 (1:1)         | 18 de mayo de 2016      | Suwon Corea del Sur       | Amistoso Suwon JS Cup | 5'                | -                 | Uso incorrecto de la plantilla enlace roto (enlace roto disponible en Internet Archive; véase el historial, la primera versión y la última). |                   |
| 2                 | Japón             | 2:2 (2:0)         | 20 de mayo de 2016      | Suwon Corea del Sur       | Amistoso Suwon JS Cup | -                 | -                 | Uso incorrecto de la plantilla enlace roto (enlace roto disponible en Internet Archive; véase el historial, la primera versión y la última). |                   |
| 3                 | Francia           | 2:1 (1:0)         | 22 de mayo de 2016      | Suwon Corea del Sur       | Amistoso Suwon JS Cup | 17'               | -                 | 3 |                   |
| 4                 | México            | 0:1 (0:1)         | 11 de noviembre de 2016 | Ciudad de México · México | Amistoso              | 12'               | -                 | 4 Archivado el 2 de diciembre de 2016 en Wayback Machine.                                                                                    |                   |
| 5                 | México            | 2:1 (0:0)         | 14 de noviembre de 2016 | Ciudad de México · México | Amistoso              | -                 | -                 | 5 Archivado el 3 de diciembre de 2016 en Wayback Machine.                                                                                    |                   |

## Estadísticas

### Clubes
Actualizado al 8 de febrero de 2025.
| Club | Div.          | Temporada     | Liga  | Liga  | Estatal | Estatal | Copas nacionales(1) | Copas nacionales(1) | Torneos internacionales(2) | Torneos internacionales(2) | Total | Total |
| Club | Div.          | Temporada     | Part. | Goles | Part.   | Goles   | Part.               | Goles               | Part.                      | Goles                      | Part. | Goles |
| --- | ------------- | ------------- | ----- | ----- | ------- | ------- | ------------------- | ------------------- | -------------------------- | -------------------------- | ----- | ----- |
| Coritiba F. C. · Brasil                                                                                    | 1.ª           | 2015          | 10    | 3     | 0       | 0       | 3                   | 1                   | —                          | —                          | 13    | 4     |
| Coritiba F. C. · Brasil                                                                                    | 1.ª           | 2016          | 11    | 0     | 6       | 1       | 0                   | 0                   | 2                          | 1                          | 19    | 2     |
| Red Bull Brasil · Brasil                                                                                   | 4.ª           | 2017          | 3     | 0     | 5       | 1       | 0                   | 0                   | —                          | —                          | 8     | 1     |
| Red Bull Brasil · Brasil                                                                                   | Total club    | Total club    | 3     | 0     | 5       | 1       | 0                   | 0                   | 0                          | 0                          | 8     | 1     |
| Coritiba F. C. · Brasil                                                                                    | 1.ª           | 2018          | 0     | 0     | 7       | 1       | 1                   | 0                   | —                          | —                          | 8     | 1     |
| Coritiba F. C. · Brasil                                                                                    | Total club    | Total club    | 21    | 3     | 13      | 2       | 4                   | 1                   | 2                          | 1                          | 40    | 7     |
| PFC CSKA Sofía Bulgaria                                                                                    | 1.ª           | 2018-19       | 20    | 2     | —       | —       | 4                   | 2                   | 1                          | 1                          | 25    | 5     |
| PFC CSKA Sofía Bulgaria                                                                                    | 1.ª           | 2019-20       | 30    | 10    | —       | —       | 5                   | 0                   | 5                          | 3                          | 40    | 13    |
| PFC CSKA Sofía Bulgaria                                                                                    | Total club    | Total club    | 50    | 12    | 0       | 0       | 9                   | 2                   | 6                          | 4                          | 65    | 18    |
| MOL Fehérvár F. C. · Hungría                                                                               | 1.ª           | 2020-21       | 7     | 1     | —       | —       | 2                   | 2                   | 3                          | 0                          | 12    | 3     |
| F. K. Proleter Novi Sad Serbia                                                                             | 1.ª           | 2021-22       | 12    | 2     | —       | —       | 1                   | 0                   | —                          | —                          | 13    | 2     |
| F. K. Proleter Novi Sad Serbia                                                                             | Total club    | Total club    | 12    | 2     | 0       | 0       | 1                   | 0                   | 0                          | 0                          | 13    | 2     |
| MOL Fehérvár F. C. · Hungría                                                                               | 1.ª           | 2021-22       | 1     | 0     | —       | —       | 1                   | 0                   | —                          | —                          | 2     | 0     |
| MOL Fehérvár F. C. · Hungría                                                                               | Total club    | Total club    | 8     | 1     | 0       | 0       | 3                   | 2                   | 3                          | 0                          | 14    | 3     |
| F. K. Radnički Kragujevac Serbia                                                                           | 1.ª           | 2022-23       | 21    | 1     | —       | —       | 1                   | 1                   | —                          | —                          | 22    | 2     |
| ABC F. C. · Brasil                                                                                         | 2.ª           | 2023          | 12    | 0     | —       | —       | —                   | —                   | —                          | —                          | 12    | 0     |
| ABC F. C. · Brasil                                                                                         | Total club    | Total club    | 12    | 0     | 0       | 0       | 0                   | 0                   | 0                          | 0                          | 12    | 0     |
| Náutico · Brasil                                                                                           | 3.ª           | 2024          | 0     | 0     | 17      | 2       | —                   | —                   | —                          | —                          | 17    | 2     |
| Náutico · Brasil                                                                                           | Total club    | Total club    | 0     | 0     | 17      | 2       | 0                   | 0                   | 0                          | 0                          | 17    | 2     |
| F. K. Radnički Kragujevac Serbia                                                                           | 1.ª           | 2024-25       | 21    | 7     | —       | —       | 2                   | 1                   | 2                          | 0                          | 25    | 8     |
| F. K. Radnički Kragujevac Serbia                                                                           | Total club    | Total club    | 42    | 8     | 0       | 0       | 3                   | 2                   | 2                          | 0                          | 47    | 10    |
| Jeju SK F. C. Corea del Sur                                                                                | 1.ª           | 2024-25       | 0     | 0     | —       | —       | 0                   | 0                   | —                          | —                          | 0     | 0     |
| Jeju SK F. C. Corea del Sur                                                                                | Total club    | Total club    | 0     | 0     | 0       | 0       | 0                   | 0                   | 0                          | 0                          | 0     | 0     |
| Total carrera                                                                                              | Total carrera | Total carrera | 148   | 26    | 35      | 5       | 20                  | 7                   | 13                         | 5                          | 216   | 43    |
| (1)Incluidos los datos de la Copa de Brasil (2015). (2)Incluidos los datos de la Copa Sudamericana (2016). |               |               |       |       |         |         |                     |                     |                            |                            |       |       |

### Selección
Actualizado al 14 de noviembre de 2016.
Último partido citado: México 2 - 1 Brasil
| Selección       | Temporada     | Continental | Continental | Mundial | Mundial | Amistosos | Amistosos | Total | Total |
| Selección       | Temporada     | Part.       | Goles       | Part.   | Goles   | Part.     | Goles     | Part. | Goles |
| --------------- | ------------- | ----------- | ----------- | ------- | ------- | --------- | --------- | ----- | ----- |
| Sub-20 · Brasil | 2016          | -           | -           | -       | -       | 5         | 3         | 5     | 3     |
| Sub-20 · Brasil | Total sel.    | -           | -           | -       | -       | 5         | 3         | 5     | 3     |
| Total carrera   | Total carrera | 0           | 0           | 0       | 0       | 5         | 3         | 5     | 3     |

### Resumen estadístico
|                            | Partidos | Goles | Promedio |
| -------------------------- | -------- | ----- | -------- |
| Liga                       | 21       | 3     | 0,14     |
| Estatal                    | 6        | 1     | 0,16     |
| Copas nacionales           | 3        | 1     | 0,33     |
| Copas internacionales      | 2        | 1     | 0,50     |
| Selección de Brasil sub-20 | 5        | 3     | 0,60     |
| Total                      | 37       | 9     | 0,24     |